# I Was Made to Love Her (chanson)
Pour les articles homonymes, voir I Was Made to Love Her (homonymie).
Singles de Stevie Wonder
Hey Love
(1967) I'm Wondering
(1967)
I Was Made to Love Her est une chanson soul de Stevie Wonder parue en 1967 chez Tamla-Motown.
Chanson éponyme de son septième album, elle sort en guise de premier et seul single, atteignant la 2e position du Billboard Hot 100 et la 1re place du Billboard Hot Rhythm & Blues Singles. Elle obtient également la 5e position au Royaume-Uni, constituant son premier top 5 dans le pays.
Reprise par plus de cinquante artistes parmi lesquels Tom Jones, The Jackson 5 ou encore Whitney Houston, elle fut également adaptée par Gilles Thibaut et Claude François sous le titre Rien Rien Rien pour son album Comme d'habitude.

## Contexte
La chanson, co-écrite par Stevie Wonder, sa mère Lula Mae Hardaway, Sylvia Moy et le producteur Henry Cosby, est enregistrée le 31 mars 1967.
I Was Made to Love Her est l'un des premiers enregistrement comportant l'utilisation d'un sitar électrique, interprété par  Eddie Willis.

### Personnel
- Stevie Wonder : voix, clavinet, harmonica
- The Andantes (en)[3] : chœurs
- The Funk Brothers[4] : Instrumentation
  - James Jamerson – basse
  - Benny Benjamin – batterie
  - Eddie Willis – guitare[5], sitar électrique[2]

## Classements
Le single sort le 18 mai 1967 chez Tamla (référence T-54151) et atteint la 2e position du Billboard Hot 100 en juillet 1967, sans jamais parvenir à détrôner Light My Fire du groupe The Doors. Elle reste 4 semaines à  la 1re place du Billboard Hot Rhythm & Blues Singles.
La chanson atteint la 5e position au Royaume-Uni, constituant ainsi son premier top 5 dans le UK Singles Charts.

### Classements hebdomadaires
| Classement (1967)                                   | Meilleure position |
| --------------------------------------------------- | ------------------ |
| Australie (Go-Set)                                  | 40                 |
| Canada (RPM Top 100 Singles)                        | 5                  |
| Canada (RPM Adult Contemporary)                     | 1                  |
| Nouvelle-Zélande (Listener)                         | 16                 |
| Royaume-Uni (UK Singles Chart)                      | 5                  |
| États-Unis (Billboard Hot 100)                      | 2                  |
| États-Unis (Billboard R&B Singles)                  | 1                  |
| Norvège                                             | 7                  |
| Belgique (Ultratop 50 Singles Belgique francophone) | 13                 |

### Classements annuels
| Classement (1967)                    | Position |
| ------------------------------------ | -------- |
| Canada (RPM Year-End (en))           | 56       |
| États-Unis (Billboard Year-End (en)) | 14       |
| États-Unis (CashBox Year-End)        | 26       |

## Réception
Cash Box qualifie la chanson de "titre R&B entrainant, dansant et engageant".

## Reprises
Informations issues de Second Hand Songs, sauf mentions contraires.

### Reprises classées
En décembre 1967, King Curtis place son interprétation à la 49e position du classement R&B ainsi qu'à la 76e du Billboard Hot 100.

### Autres reprises
- The Beach Boys sur Wild Honey (1967)
- Tom Jones sur 13 Smash Hits (1967)
- Jackie Wilson et Count Basie sur Manufacturers of Soul (en) (1968)
- Dick Rivers en face B de sa reprise de Summertime Blues (1969)[22]
- Junior Walker and the All Stars sur A Gasssss (1970)
- The Bar-Kays sur Do You See What I See? (1972)
- Sister Sledge sur Together (en) (1977)
- Chaka Khan sur Chaka (en) (1978)
- Booker T. Jones sur Try and Love Again (1978)
- The Jackson 5 sur Boogie (1979)
- Stars on 45 (en) dans un medley sur The Superstars - The Greatest Rock 'N Roll Band in the World - Stars on Stevie (1982)
- Whitney Houston sur My Love is Your Love (1998)
- Michael McDonald sur Motown Two (en)(2004)
- Boyz II Men sur Motown: A Journey Through Hitsville USA (2007)

### Adaptations en langue étrangère
| Année | Langue   | Titre          | Adaptation                      | Interprète(s)   |
| ----- | -------- | -------------- | ------------------------------- | --------------- |
| 1967  | Français | Rien Rien Rien | Gilles Thibaut, Claude François | Claude François |